# Музаффарабад (розділ)
Музаффарабад (урду مُظفّر آباد ڈِوِژن) — адміністративний підрозділ першого порядку залежної від Пакистану території Азад Кашмір. Він включає частину колишнього округу Музаффарабад княжої держави Джамму і Кашмір, яка опинилася під контролем Пакистану після закінчення індійсько-пакистанської війни 1947 року.

## Райони
В даний час округ Музаффарабад складається з таких округів:
- Район Хаттіан Бала
- Район Музаффарабад
- Район Нілам